# Rajiv Ouseph
Theratil Rajiv Ouseph (Hounslow, 30 de agosto de 1986) es un deportista británico que compite en bádminton para Inglaterra en la modalidad individual.
Ganó cinco medallas en el Campeonato Europeo de Bádminton entre los años 2010 y 2018. Participó en dos Juegos Olímpicos de Verano, en los años 2012 y 2016, ocupando el quinto lugar en Río de Janeiro 2016, en la prueba individual.

## Palmarés internacional
| Representando a Inglaterra |                            |                   |            |
| Campeonato Europeo         |                            |                   |            |
| Año                        | Lugar                      | Medalla           | Prueba     |
| 2010                       | Mánchester (Reino Unido)   | Medalla de bronce | Individual |
| 2014                       | Kazán (Rusia)              | Medalla de plata  | Individual |
| 2016                       | La Roche-sur-Yon (Francia) | Medalla de bronce | Individual |
| 2017                       | Kolding (Dinamarca)        | Medalla de oro    | Individual |
| 2018                       | Huelva (España)            | Medalla de plata  | Individual |